# Бенсон, Фрэнк
Фрэнк Бенсон (англ. Frank Weston Benson; 1862—1951) — американский художник-импрессионист и педагог. Был одним из Десяти американских художников, а также членом Американской академии искусств и литературы и The Guild of Boston Artists. Широко известен своими картинами, акварелями и офортами. Самая высокая стоимость его картины, проданной на аукционе Sotheby’s в 1995 году, составила 4,1 млн долларов.

## Биография
Родился 24 марта 1862 года в Сейлеме, штат Массачусетс, в семье брокера George Wiggin Benson и его жены Elisabeth Poole, чьи семьи, в свою очередь, были основателями города Сейлем. Его дед — Сэмюэль Бенсон был морским капитаном. Его брат — Джон Бенсон — был архитектором и художником.
Будучи увлечённым с детства орнитологом и охотником, Фрэнк хотел стать орнитологическим иллюстратором. Для этого в 1880 году он начал учёбу в школе Музея изящных искусств в Бостоне у Эмиля Грундманна, где подружился с будущими художниками Джозефом Смитом, Робертом Ридом и Эдмундом Тарбеллом.
В день своего 21-летия родители подарили Фрэнку 2000 долларов на учёбу в Европе, и он отправился в Париж, где учился в Академии Жюлиана с 1883 по 1884 годы вместе со своими друзьями — Джозефом Смитом и Эдмундом Тарбеллом. В Академии его учителями были Гюстав Буланже и Жюль Лефевр.
Кроме художественной деятельности, Бенсон занимался педагогической. В 1886 году он преподавал в школе искусств (англ. School of Art) в Портленде, штат Мэн. Весной 1889 года начал преподавать античную живопись в школе Музея изящных искусств в Бостоне, где в 1890 году возглавил отделение живописи, проработав здесь до 1913 года.
Умер 15 ноября 1951 года в Сейлеме, штат Массачусетс. Был похоронен на местном кладбище Harmony Grove Cemetery.

### Семья
Летом 1884 Бенсон писал в Конкарно (Франция) вместе с Уиллардом Меткалфом и Эдвардом Симмонсом. Здесь он встретился с американкой из его родного города — Ellen Perry Peirson, на которой женился в 1888 году. Они вырастили четверых детей: Элеонору (род. 1890), Джорджа (род. 1891), Элизабет (род. 1892) и Сильвию (род. 1898).

## Галерея

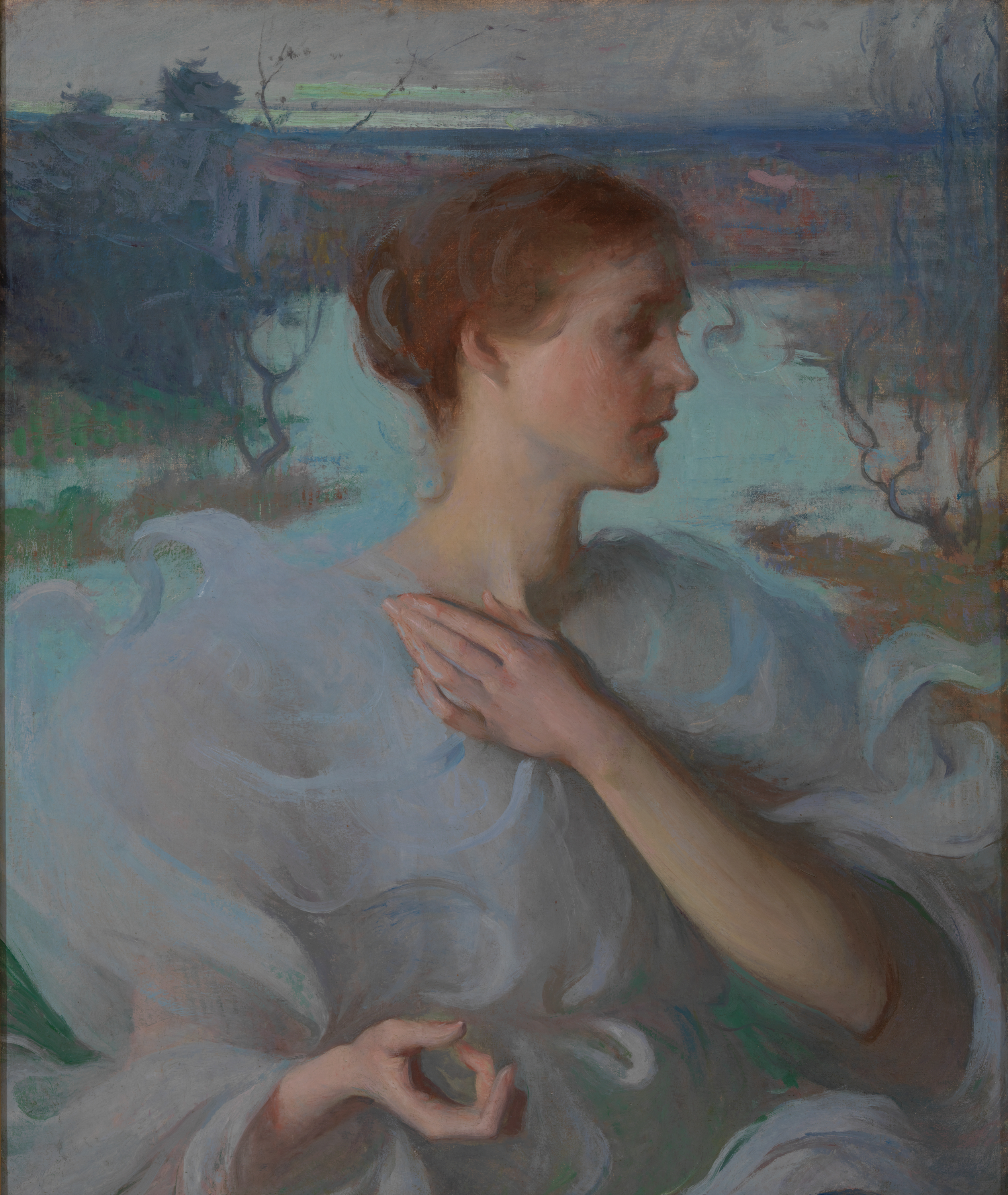
Осень.
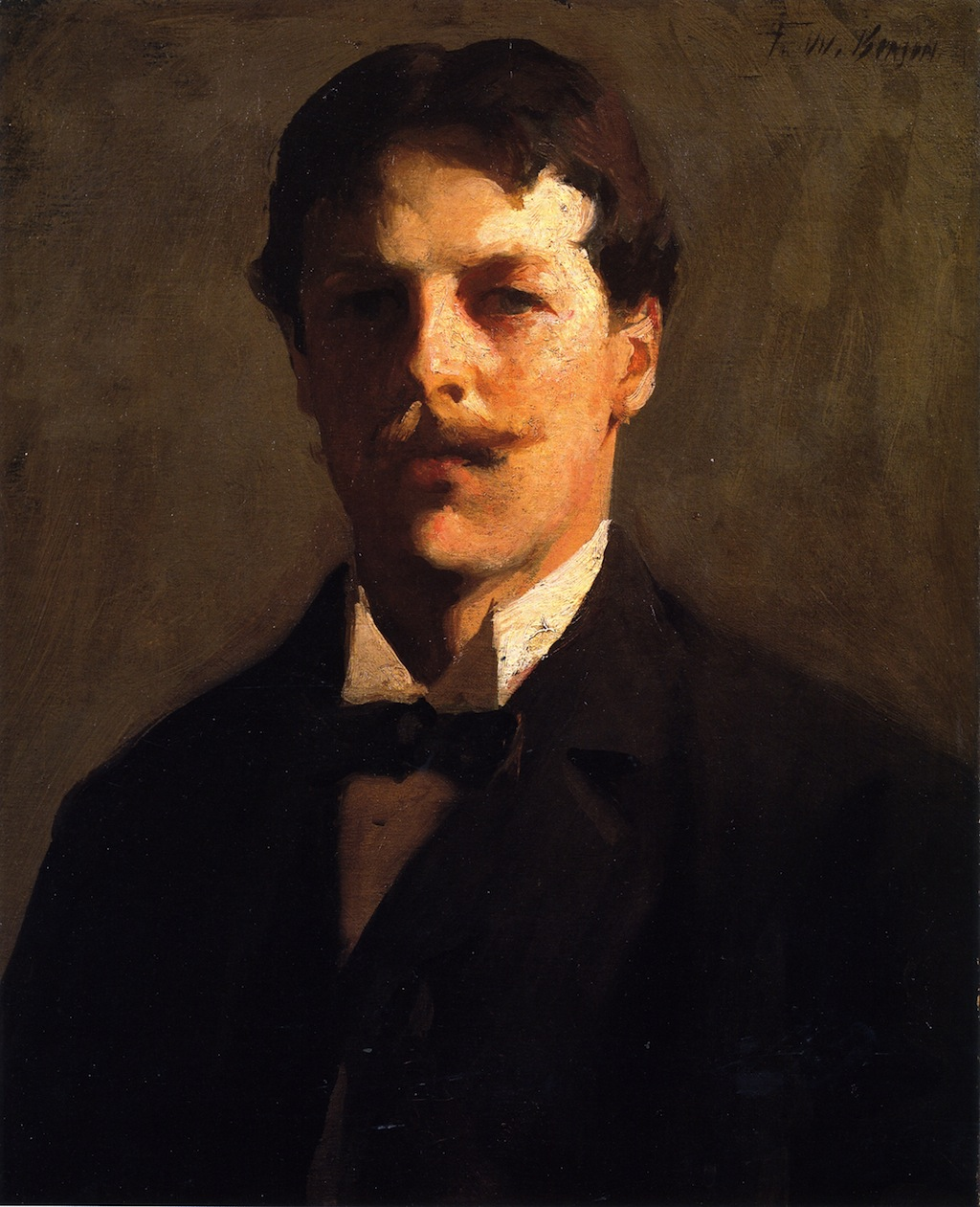
Автопортрет (1898).
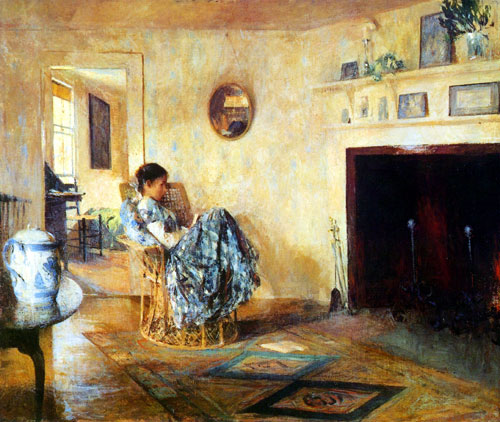
Дождливый день.
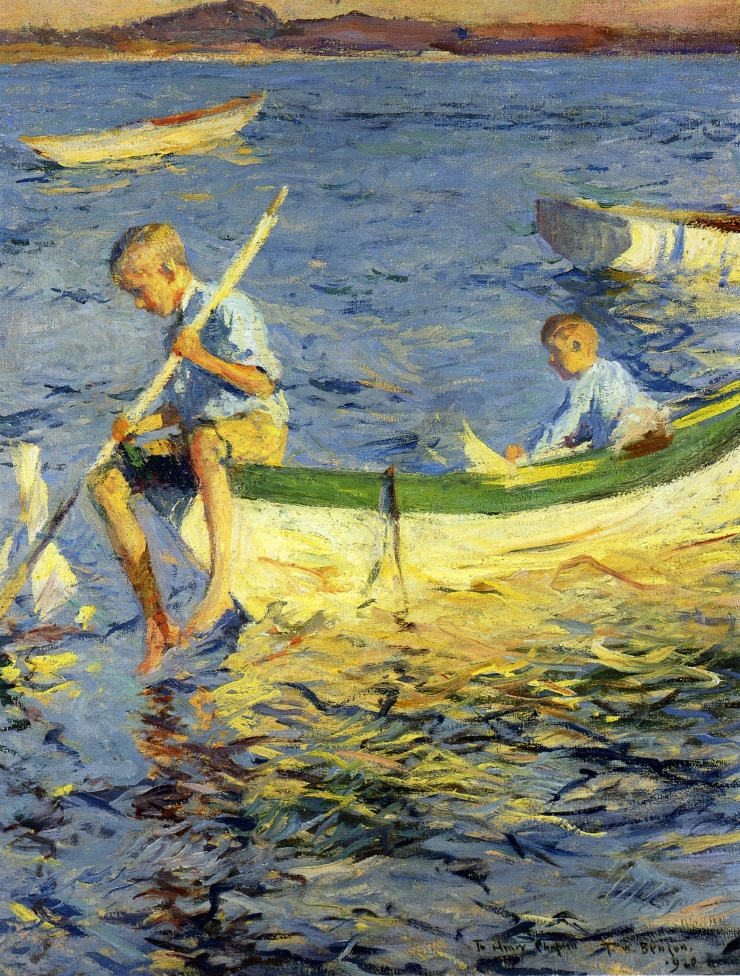
Катание на лодке в Виналхейвене.
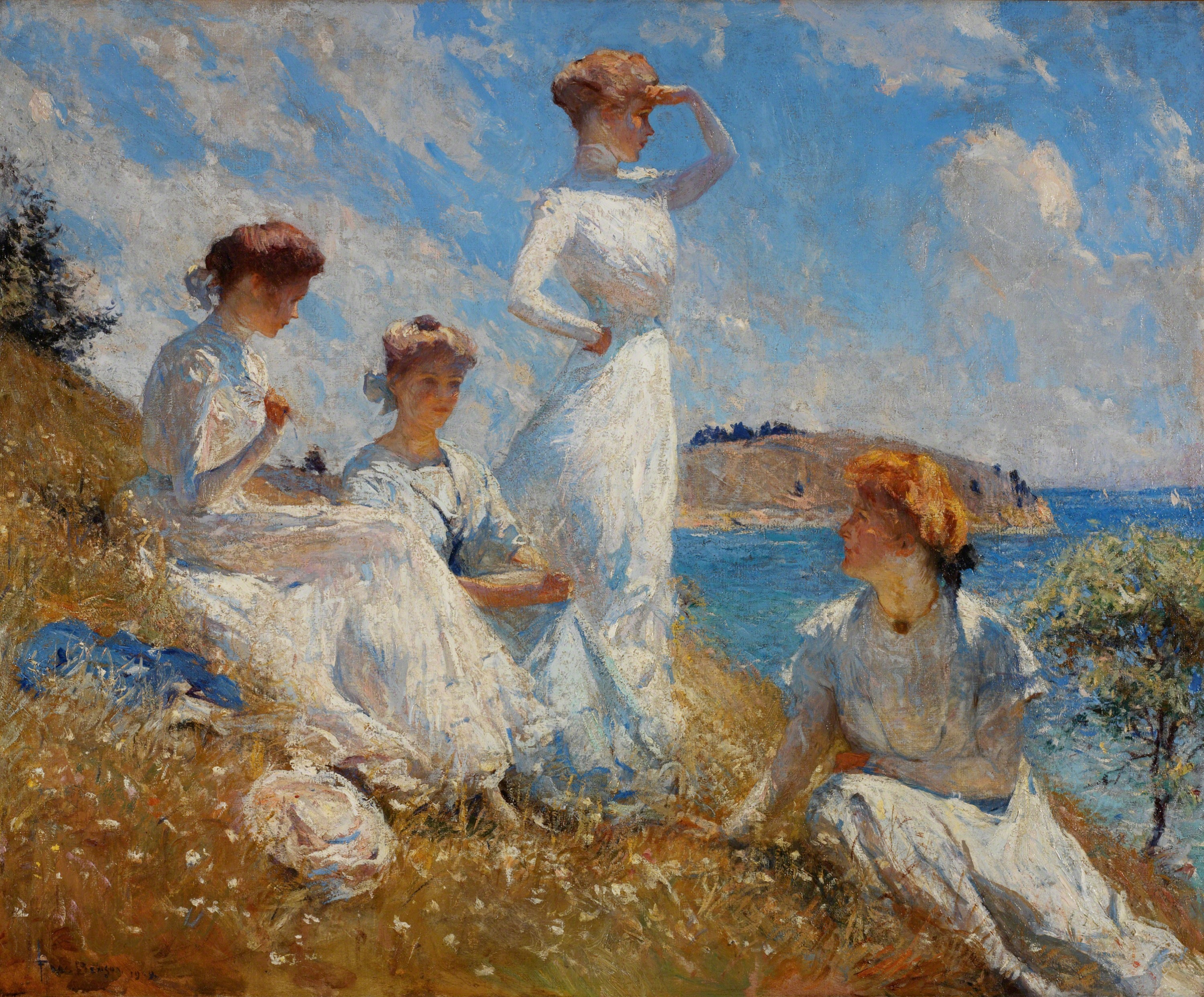
Лето.
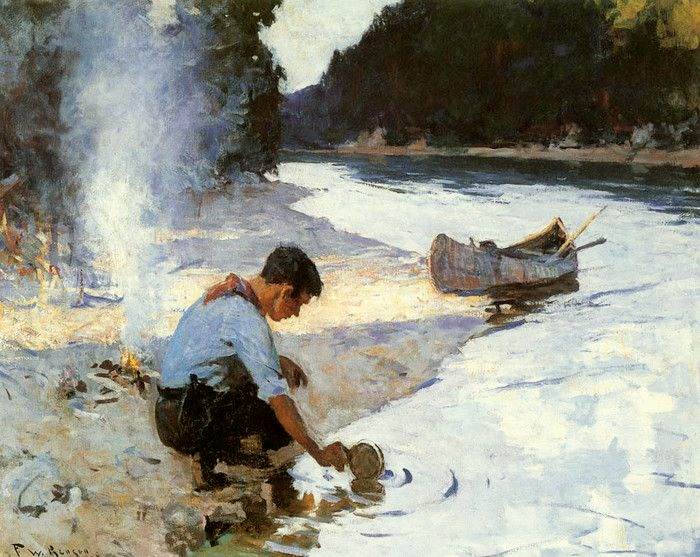
Лагерь.
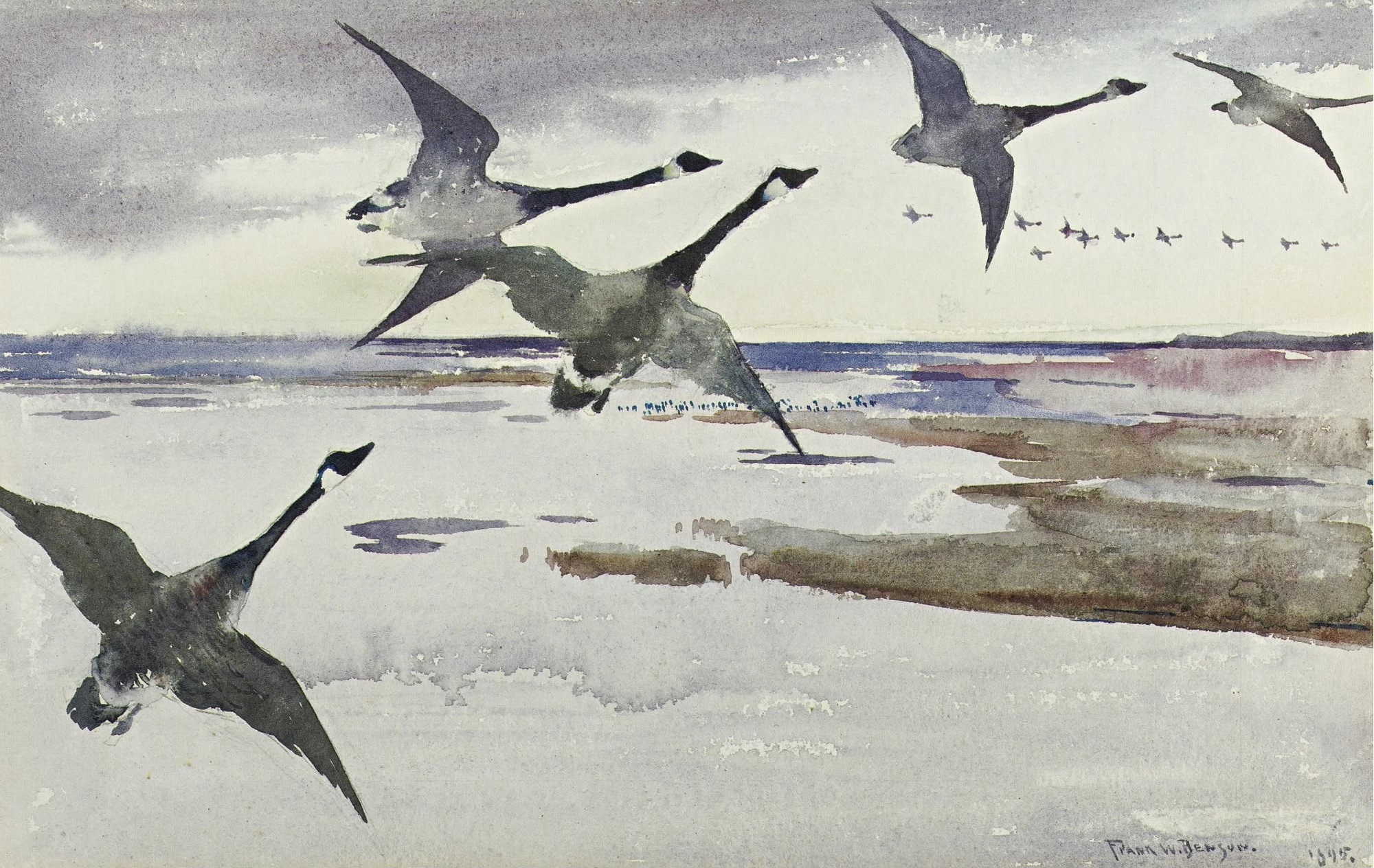
Канадские гуси.
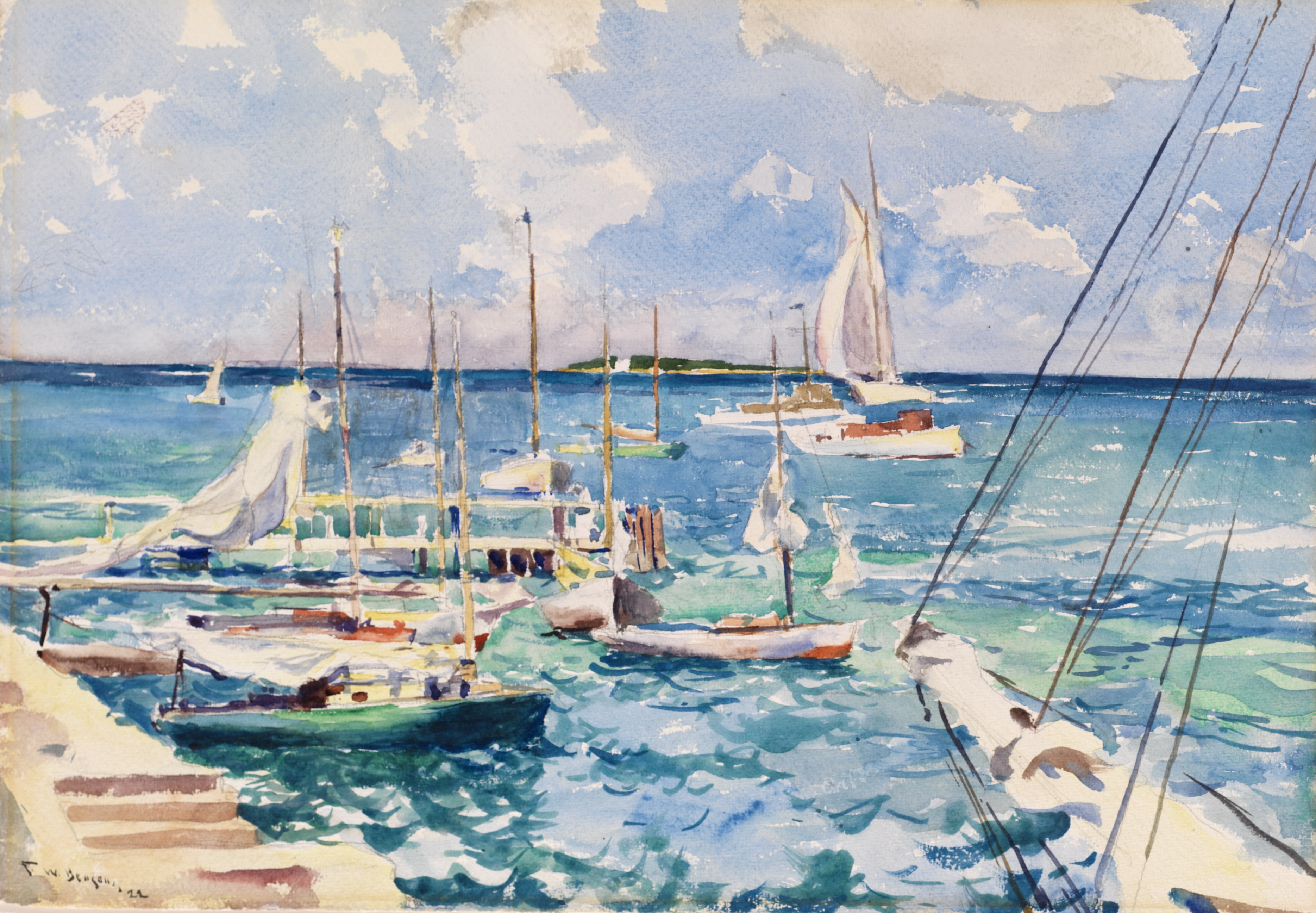
Берег.
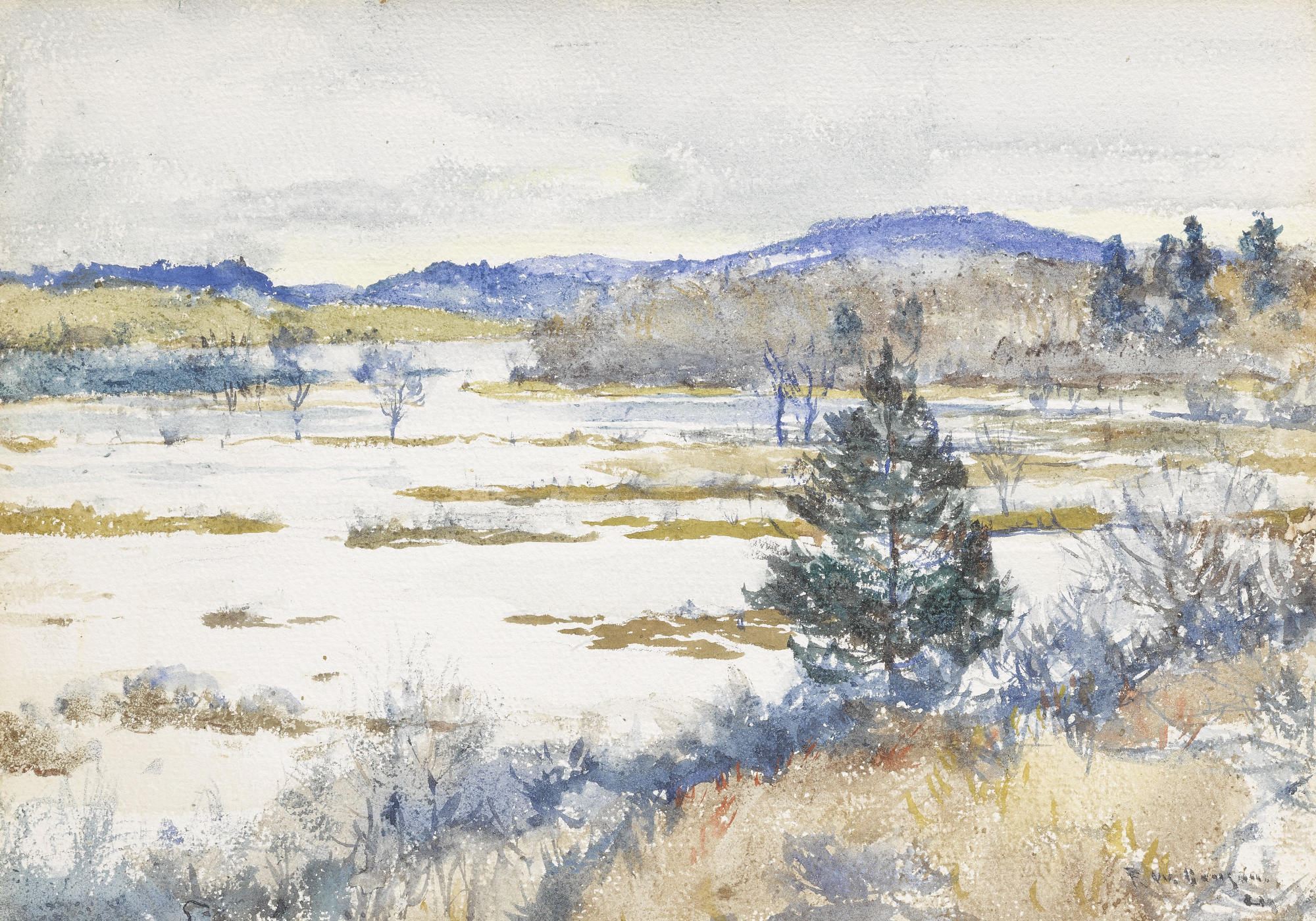
Верхнее течение реки Святой Маргариты (Канада).
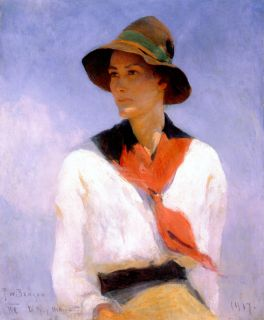
Портрет Натали.
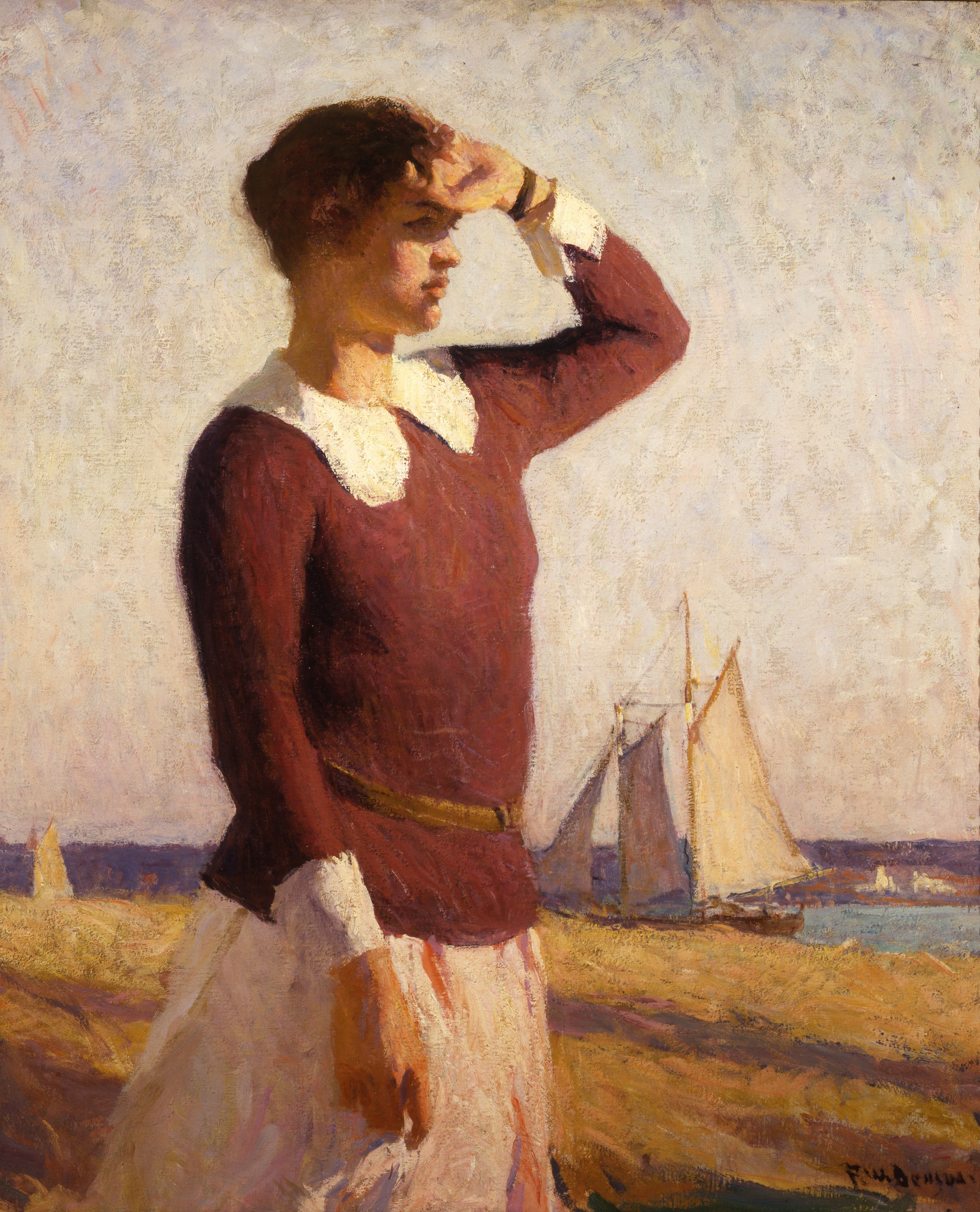
Наблюдатель.
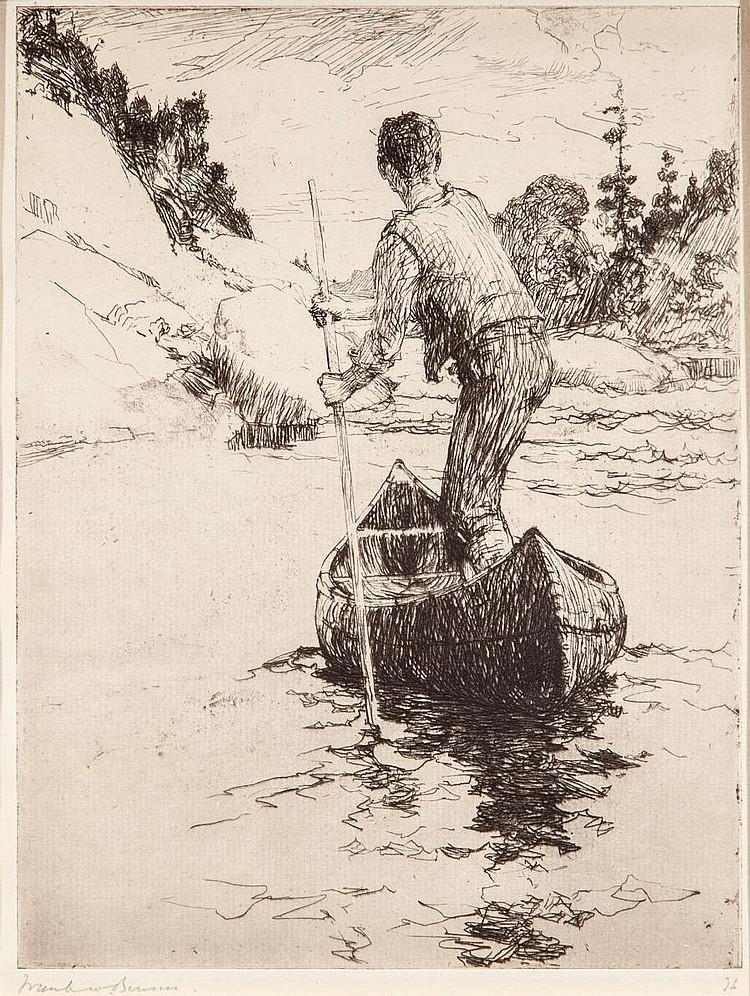
Гребец в каноэ (рисунок).